# 萊克維爾 (紐約州)
萊克維爾（英語：Lakeville）是位於美國紐約州利文斯頓縣的普查規定居民點。

## 人口
根據2020年美國人口普查的數據，萊克維爾的面積為1.73平方千米，皆為陸地。當地共有人口694人，而人口密度為每平方千米401.16人。